# Bärbel Rethfeld
Bärbel Christine Rethfeld (* 19. Juni 1970 in Bremen) ist eine deutsche Physikerin, die seit 2013 eine Heisenberg-Professur für Angewandte Theoretische Physik an der Rheinland-Pfälzischen Technischen Universität in Kaiserslautern innehat. Ihr Hauptarbeitsgebiet ist die Ultrakurzzeitdynamik laserangeregter Festkörper.

## Leben und Karriere
Bärbel Rethfeld legte 1989 ihr Abitur an der Waldschule Schwanewede in Niedersachsen ab. Sie studierte Physik an der TU Braunschweig, wo sie 1995 ihr Diplom erhielt. Mit Unterstützung der Gottlieb Daimler- und Karl Benz-Stiftung war Rethfeld anschließend am Landau-Institut für Theoretische Physik in Moskau tätig. 1999 promovierte sie an der TU Braunschweig mit dem Thema Mikroskopische Prozesse bei der Wechselwirkung von Festkörpern im Subpicosekundenbereich.
Von 1999 bis 2001 arbeitete Rethfeld auf einer Postdoc-Stelle im Institut für Laser- und Plasmaphysik der Universität Essen. Von 2001 bis 2005 erhielt sie ein Lise-Meitner-Stipendium des Landes Nordrhein-Westfalen und war anschließend von 2006 bis 2007 als wissenschaftliche Assistentin bei der Gesellschaft für Schwerionenforschung der TU Darmstadt tätig. In den Jahren 2007 bis 2013 leitete sie eine Emmy-Noether-Nachwuchsgruppe an der TU Kaiserslautern und wurde dort 2013 als erste Wissenschaftlerin in Rheinland-Pfalz auf eine Heisenberg-Professur berufen. Sie gehört damit zu den wenigen Physikerinnen deutschlandweit, die von der Deutschen Forschungsgemeinschaft mit dieser angesehenen Professur ausgezeichnet wurden. Seit 2018 ist sie Professorin für Angewandte Theoretische Physik an der damaligen Technischen Universität Kaiserslautern, heute RPTU Kaiserslautern-Landau.
Rethfeld ist Mitglied des Landesforschungszentrums für Optik und Materialwissenschaften (OPTIMAS) und des Sonderforschungsbereiches Transregio 173 „Spin+X: Spin in its collective environment“ an der Technischen Universität Kaiserslautern.
Rethfeld ist Mutter von zwei Kindern (* Juni 2001 und im * Mai 2004).

## Auszeichnungen und Ehrungen
- 2001–2005 Lise-Meitner-Stipendium des Landes Nordrhein-Westfalen
- 2005–2010 Leiterin einer Emmy Noether Nachwuchsgruppe, DFG
- 2013–2018 Heisenberg-Professur in Angewandter Theoretischer Physik

## Forschung
Bärbel Rethfelds Forschungsinteressen konzentrieren sich auf die theoretische und numerische Beschreibung der ultraschnellen Dynamik laserangeregter Festkörper mit Schwerpunkt auf Nichtgleichgewichtsprozessen. Ihre Studien umfassen Elektronenrelaxationsprozesse, Spindynamik und Elektron-Phonon-Energietransfer in Metallen und Dielektrika, die mit ultrakurzen Laserpulsen angeregt werden. Sie entwickelt Mehrskalenmodelle um die gegenseitige Beeinflussung von Kollisionswechselwirkungen während der Relaxationsdynamik von Systemen im starken Nichtgleichgewicht zu erfassen.

## Publikationen (Auswahl)
- mit S. T. Weber: Phonon-induced long-lasting nonequilibrium in the electron system of a laser-excited solid. In: Physical Review. B 99, 174314 (2019).
- mit I. Klett: Relaxation of a nonequilibrium phonon distribution induced by femtosecond laser irradiation. In: Physical Review. B 98, 144306 (2018).
- mit D. S. Ivanov, M. E. Garcia, S. I. Anisimov: Modelling ultrafast laser ablation. In: Journal of Physics D: Applied Physics. 50, 19 (2017).
- mit A. Rämer, N. Brouwer, N. Medvedev, O. Osmani: Electron dynamics and energy dissipation in highly excited dielectrics. In: Nuclear Instruments and Methods in Physics Research. B 327, 78 (2014)
- Free-electron generation in laser-irradiated dielectrics. In: Contributions to Plasma Physics. 47, 360–367, (2007).